# ГЕС Іматра
ГЕС Іматра (фін. Imatran voimalaitos) — гідроелектростанція на південному сході Фінляндії у провінції Південна Карелія. Становить другий ступінь у каскаді на річці Вуоксі, знаходячись між ГЕС Тайніокоскі (вище за течією) та Світогірською ГЕС (розпочата будівництвом фінами, у 1940-х перейшла під контроль Росії). Станом на середину 2010-х років найпотужніша гідроелектростанція в країні.
Спорудження комплексу майбутньої ГЕС розпочалось у 1921-му. Греблю станції завершили в 1928-му, а наступного року офіційно ввели в роботу чотири гідроагрегати. У 1937-му їх кількість довели до шести. Під час Другої світової війни станція піддавалась повітряним бомбардуванням та отримала пошкодження, які, утім, швидко усунули. Нарешті, в 1952 році ГЕС у черговий раз розширили, установивши сьому турбіну потужністю 28 МВт, що довело загальний показник об'єкта до 178 МВт.
Станція Іматра розташована на річці Вуоксі (впадає у Ладозьке озеро), яка дренує Сайменську озерну систему (озеро Саймаа). Остання є найбільшою у Фінляндії та має площу поверхні 4400 км2 і об'єм 36 млрд м3. Бетонна водоскидна гребля ГЕС перекриває праву протоку та спрямовує воду до розташованого у лівій протоці машинного залу із турбінами типу Каплан, які працюють при напорі у 24 метри та забезпечують виробництво близько 1 млрд кВт·год електроенергії на рік.
У середині 2000-х власник станції компанія Fortum провела модернізацію сьомого гідроагрегата, збільшивши його потужність до 38 МВт. А в середині 2010-х після модернізації ще двох агрегатів загальна потужність ГЕС Іматра досягла 192 МВт.